# Kia Carens
Kia Carens  — компактний мінівен компанії Kia Motors. У Північній Америці продається під ім'ям Kia Rondo.

## Перше покоління (1999-2006)

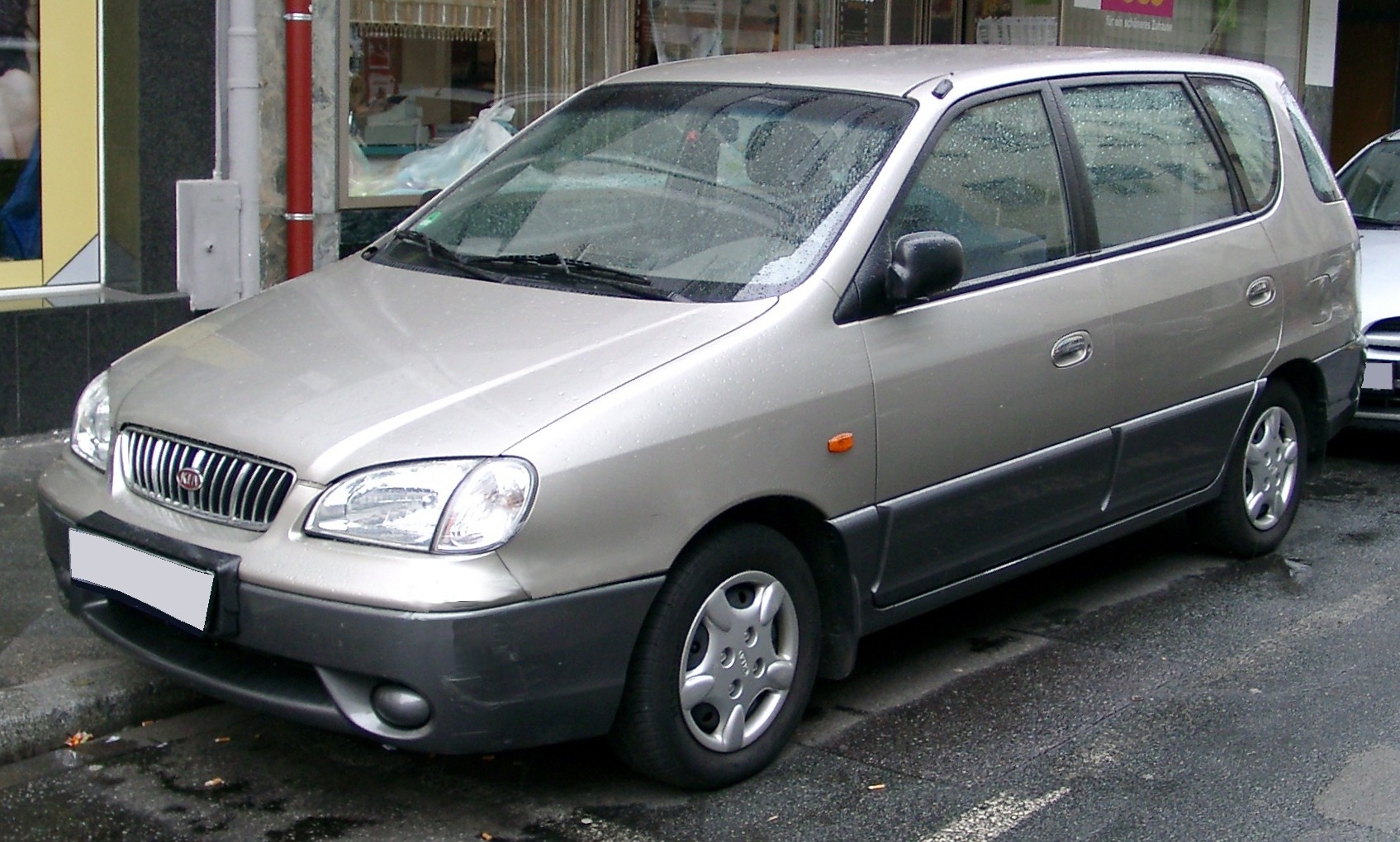
Kia Carens І

У 1999 році в Kia вирішили наслідувати новій світовій моді на невеликі сімейні мінівени і поповнити свою лінійку компактвеном. У 2000 році з конвеєра зійшло перше покоління Kia Carens, який на американському та австралійському ринку іменувався як Rondo і Rondo7 відповідно. Модель випускалася в 5-місному і 7-місному варіанті. Перший оснащувався 1.8 літровим бензиновим двигуном потужністю 109 кінських сил, який працював в парі з 5-ступінчастою механічною або АКПП. Для перевезення семи пасажирів модель оснащували 2.0 літровим бензиновим двигуном, який видавав потужність в 121 к.с. Агрегатувався цей мотор з тими ж типами трансмісій, що і 1.8 літровий двигун. Всі моделі мали передній привод.

### Фейсліфтинг 2002

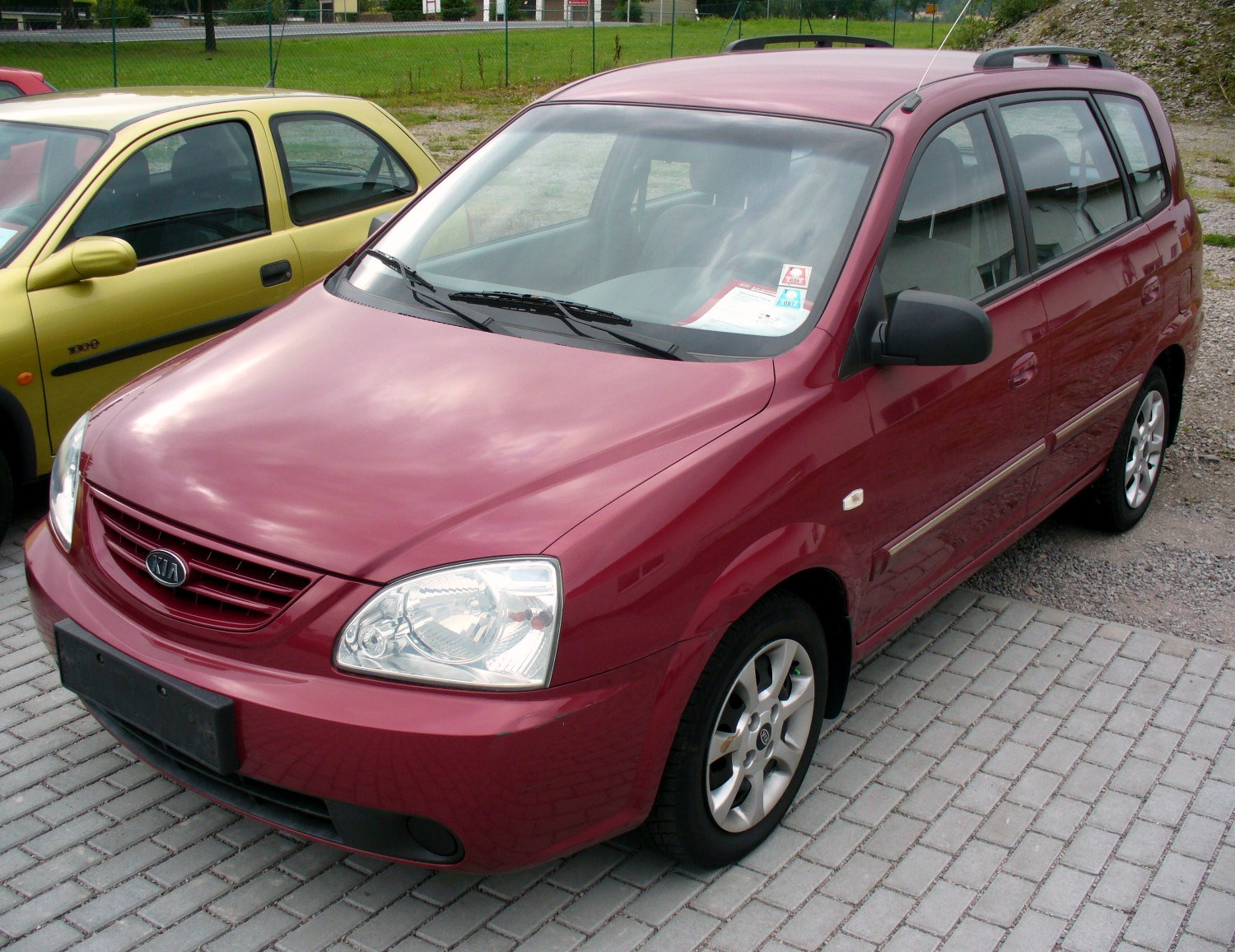
Kia Carens ІІ

В 2002 році вийшло оновлене покоління моделі. Зазнав змін екстер'єр Carens - змінилась форма переднього бампера, фар головного світла, ґрати радіатора стали об'ємнішими і обзавелися двома хромованими горизонтальними «ребрами». Форма дверей багажника теж видозмінилася, так само як і форма задньої оптики і бампера. Нижня частина кузова тепер не контрастує з верхньою за кольором, як це було у першого покоління. Машина виросла в габаритах - кузов подовжився на 40 мм (з 4450 до 4490), розширився на 20 мм (з 1730 до 1750) і збільшив висоту на 10 мм (з 1600 до 1610). При цьому колісна база залишилася колишньою - 2570 мм. Відбулися зміни і в технічному оснащенні Carens - у неї з'явився 1.6 літровий бензиновий двигун потужністю 103 кінські сили, який працював в парі виключно з механічною 5-ступінчастою коробкою передач. А також 2.0 літровий дизельний мотор потужністю 111 к.с., агрегатуватися як з механічною, так і з автоматичною 4-швидкісною КПП. Також залишився в строю 1.8 літровий бензиновий мотор. В Малайзії продавався як Naza Citra.

### X - Trek
В другій генерації Kia Carens випускалася повнопривідна модифікація компактвена, для корейського ринку.

### Двигуни
- 1.8 L FP I4
- 2.0 L FS-DE I4
- 2.0 L G4GC I4

## Друге покоління (2006-2012)

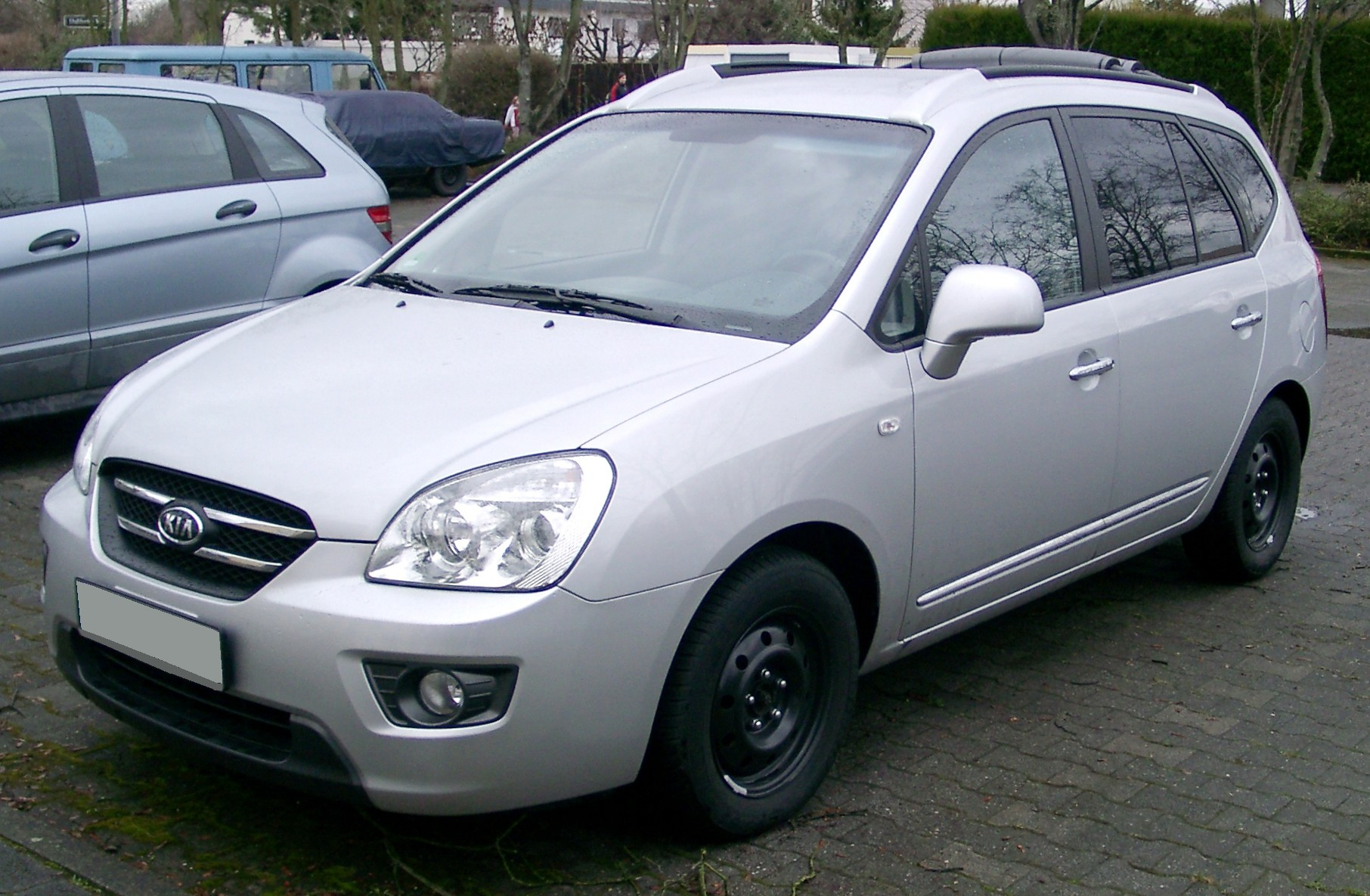
Kia Carens ІІІ

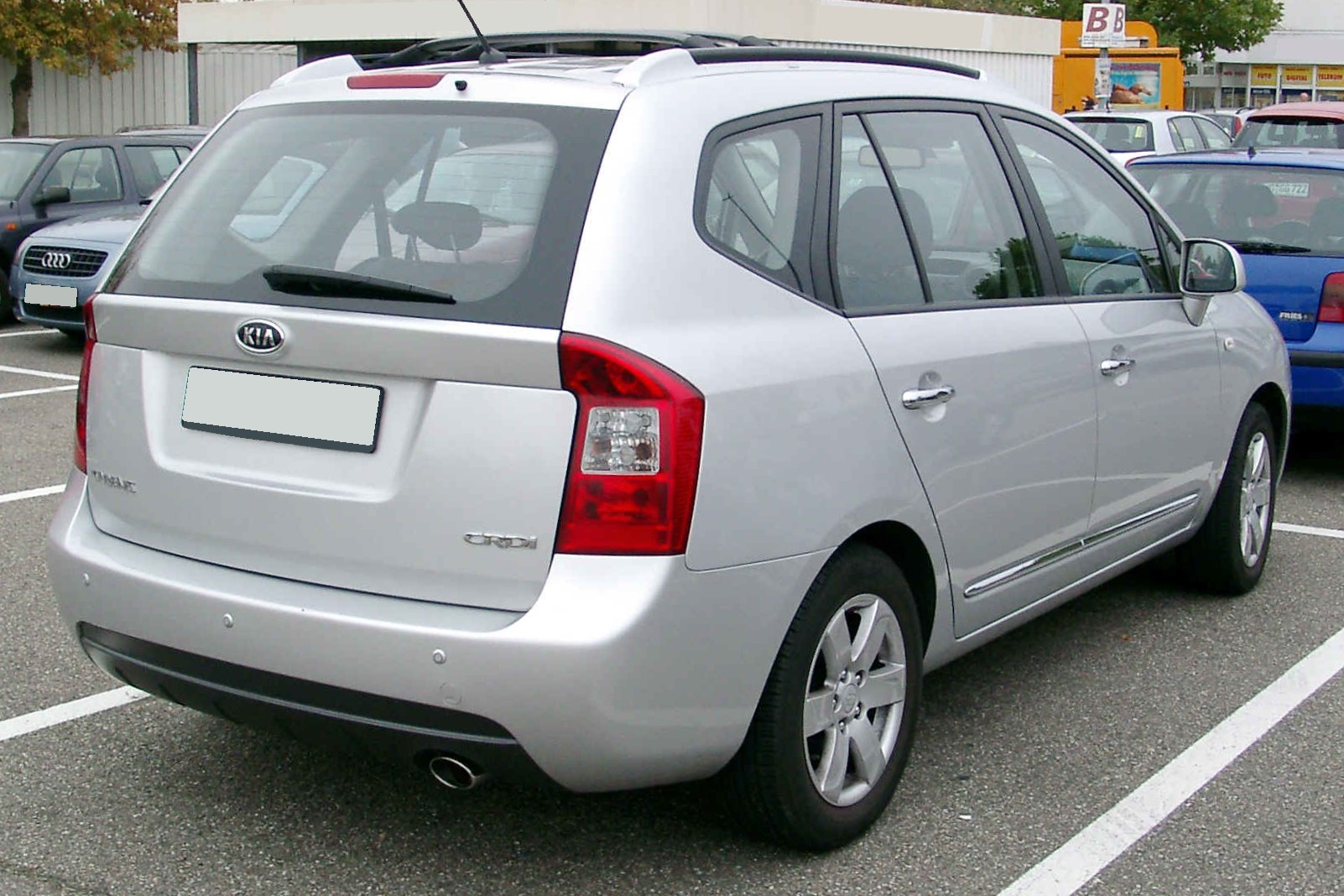

Модель другого покоління була представлена 25 травня 2006 року на Мадридському автосалоні. Автомобіль був розроблений на шасі від Kia Magentis. В модельному ряді Kia Motors Carens займає місце між автомобілями Cee'd і Carnival. В Малайзії продавався як Naza Citra 2 Rondo.

### Двигуни
- 2.0 L G4KA I4
- 2.4 L G4KC I4
- 2.7 L G6EA V6
- 2.0 L D4EA CRDi I4 turbo diesel

## Третє покоління (2012-2019)

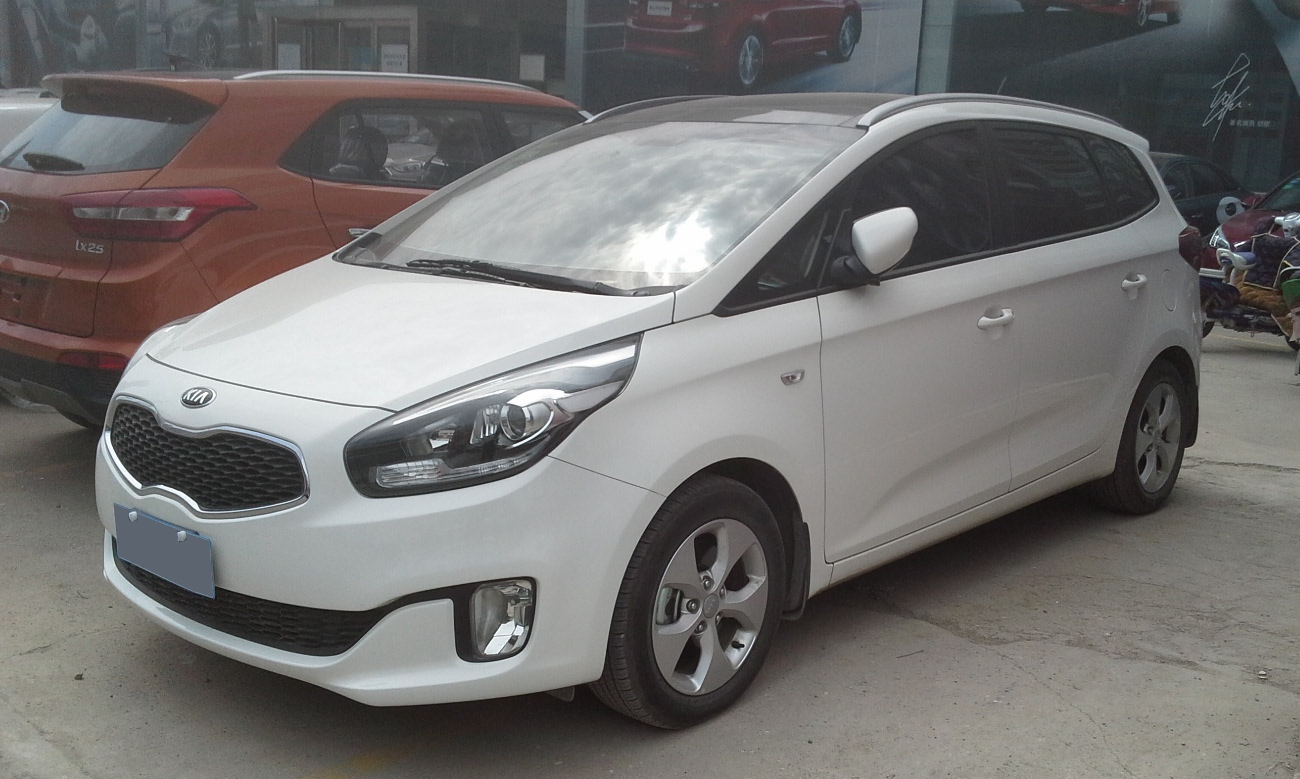
Kia Carens IV

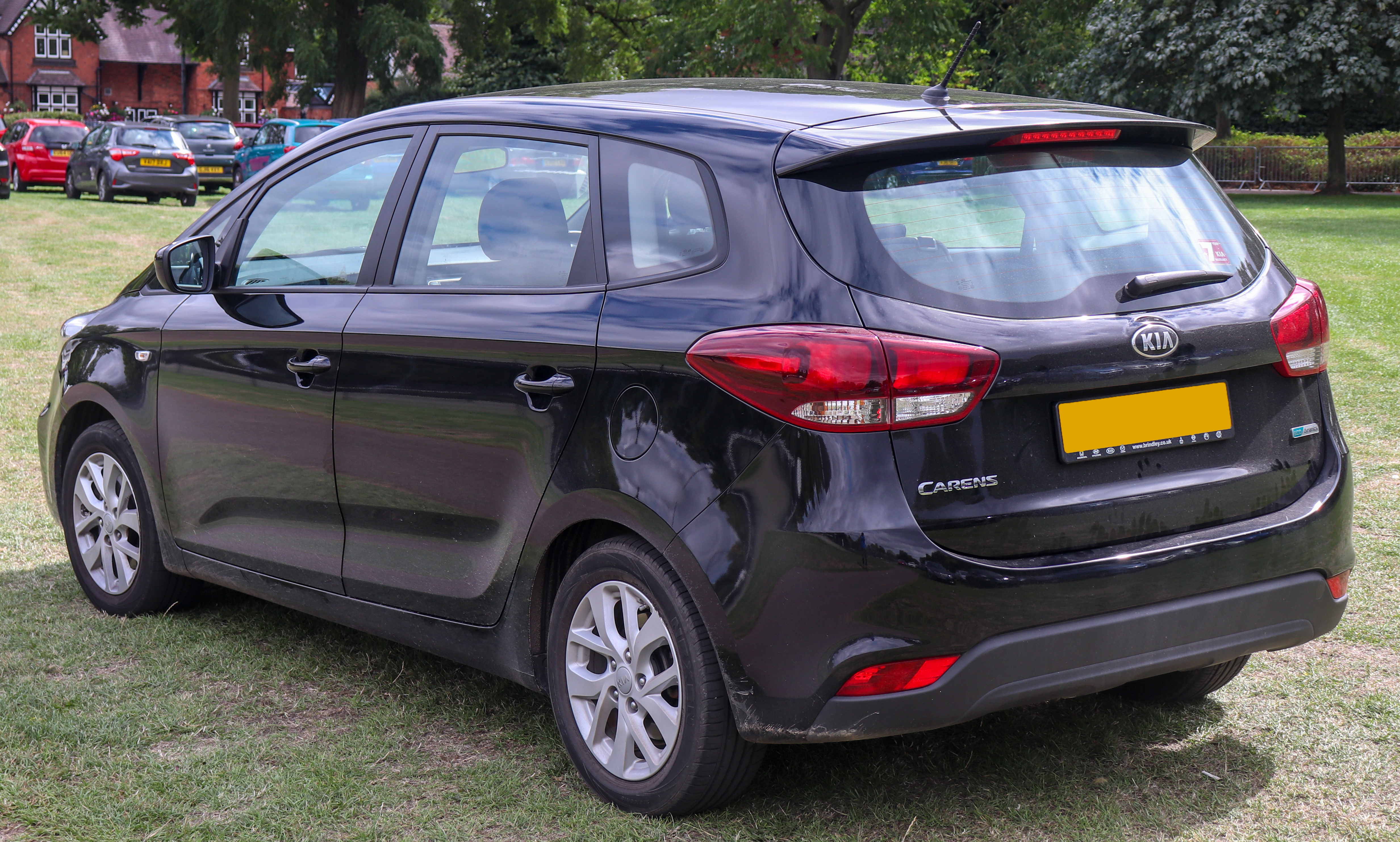

Kia Carens третього покоління представлена в вересні 2012 року на Паризькому автосалоні. Carens отримав новий екстер'єр у стилі інших автомобілів компанії, а також кардинально-змінився інтер'єр. Буде доступно 2 версії, 5-місна або 7-місна.
Новий Kia Carens коротший, вужчий і нижчий за попередню модель, але завдяки наявності довгої колісної бази все одно просторіший всередині. Довжина автомобіля складає 4,5 м (як, наприклад, Ford Grand C-MAX і навіть трохи більше, ніж VW Touran). Зовнішній дизайн автомобіля відрізняється привабливістю, свіжістю і елегантністю, чого не можна було сказати про моделей-попередників.
Кіа Каренс доступний в чотирьох різних версіях комплектацій, які названі дуже просто - “1”, “2”, “3”, “4”. Комплектація початкового рівня «1» включає: кондиціонер, функцію Bluetooth-з'єднання, світлодіодні ходові вогні, круїз-контроль, електричні склопідйомники, 16-дюймові диски і тканинні чохли на сидіння. Але для цієї версії Каренс єдиним варіантом двигуна є 1,6-літровий бензиновий агрегат. Комплектація «2» надає на вибір будь-який з трьох доступних двигунів, а також включає: литі диски, двозонний кондиціонер, задні паркувальні сенсори і автоматичні двірники. У комплектацію «3» додатково входить: шкіряне оздоблення сидінь, 17-дюймові литі диски, система супутникової навігації та сабвуфер. «4» є найдорожчою версією Kia Carens, пропонуючи: панорамний люк і систему самопаркування.

### Двигуни
- 1.6 L Gamma GDI I4
- 2.0 L Nu GDI I4
- 1.7 L CRDI I4 turbo diesel

## Четверте покоління (KY; з 2022)

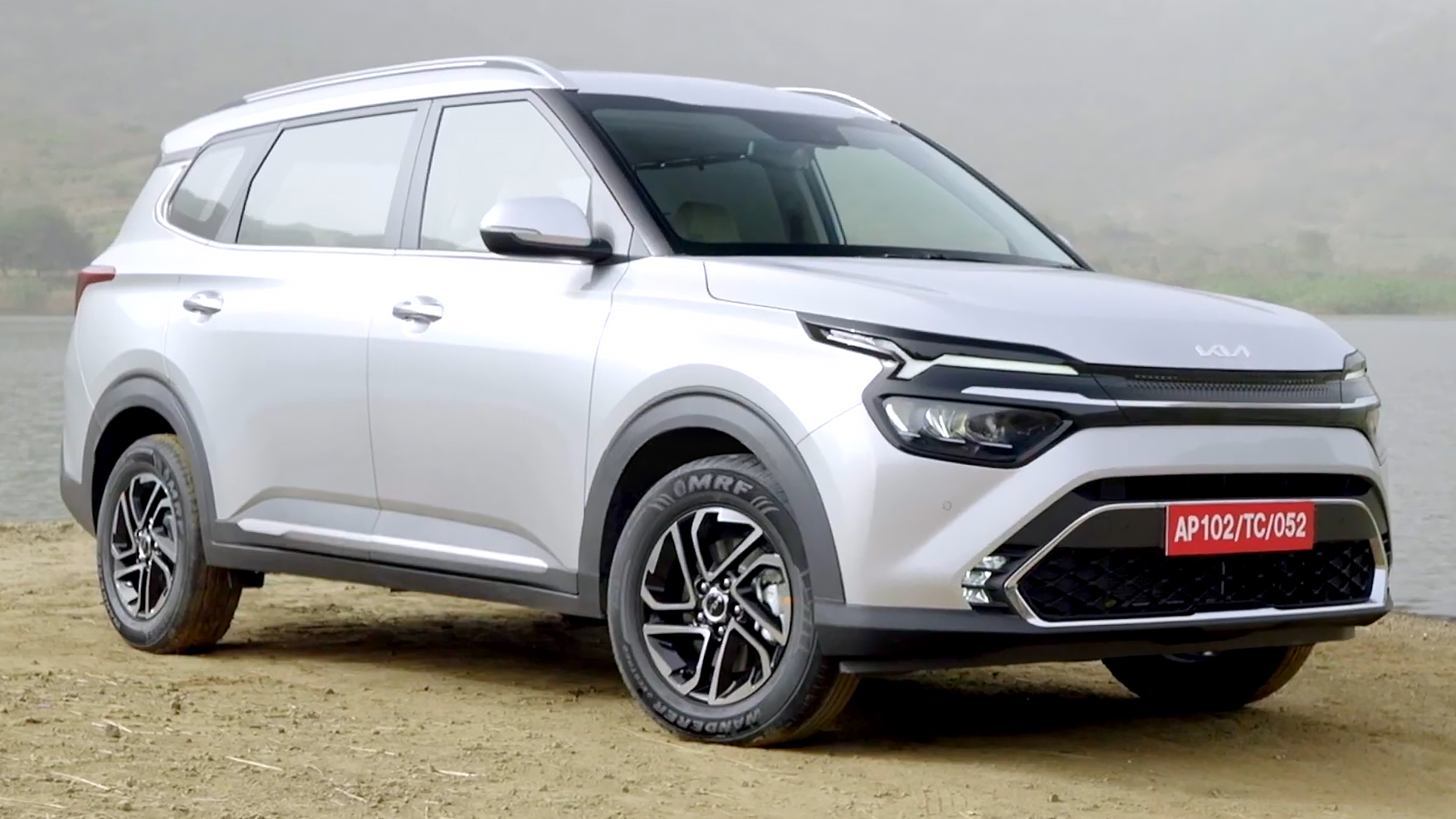
Kia Carens 4

Carens четвертого покоління було представлено в Індії 16 грудня 2021 року. Він був розроблений під кодовою назвою «KY». Він базується на розширеній платформі Seltos/Hyundai Creta і, в основному, продається для Індії та інших ринків, що розвиваються, на відміну від попередніх поколінь. Замість стилю попередніх поколінь, натхненного універсалом, модель четвертого покоління має багато елементів дизайну, взятих із кросоверів. Kia продає його як «рекреаційний транспортний засіб» (RV) із 6-місними та 7-місними конфігураціями, що був розроблений з акцентом на просторі для пасажирів третього ряду сидінь.